# 윤봉길 (배우)
윤봉길(1982년 11월 7일 ~ )은 대한민국의 배우이다.

## 학력
- 강원도립대학교 레저스포츠과 졸업

## 출연 작품

### 드라마
- 2003년 SBS 《천국의 계단》
- 2004년 SBS 《폭풍 속으로》
- 2005년 KBS2 《드라마시티 - 계룡산 부용이》 - 양아치 역
- 2006년 MBC 《MBC 베스트극장 - 엘비스》
- 2006년 KBS2 《웃는 얼굴로 돌아보라》 - 용석 역
- 2006년 KBS2 《눈의 여왕》
- 2006년 KBS2 《일단 뛰어》 - 순천쌈장 역
- 2007년 KBS2 《드라마시티 - 명문대가 뭐길래》 - 기수 역
- 2008년 SBS 《바람의 화원》 - 마조치 역
- 2008년 KBS2 《드라마시티 - 러브 헌트, 서른 빼기 셋》 - 건달 역
- 2009년 KBS2 《남자 이야기》 - 사채 사장 역
- 2010년 KBS2 《드라마스페셜 - 여름이야기》 - 최명규 역
- 2010년 SBS 《닥터 챔프》 - 엄동호 역
- 2011년 KBS2 《드라마스페셜 - 동일범》 - 술집사장 역
- 2011년 MBC every1 《레알스쿨》 - 윤봉길 역
- 2011년 SBS 《49일》 - 차진영 역
- 2011년 SBS 《여인의 향기》 - 탱고학원 기초반 수강생 '조각미남' 역
- 2012년 TV도쿄 《사랑하는 메종 ~레인보우 로즈~》 - 하숙생 역
- 2012년 SuperAction 《홀리랜드》 - 박철웅 역
- 2012년 KBS2 《각시탈》 - 아베 신지 역
- 2012년 MBC 《마의》 - 박대망 역
- 2013년 KBS2 《굿 닥터》 - 홍길남 역
- 2014년 tvN 《응급남녀》 - 취객 환자 역 (특별출연)
- 2014년 KBS2 《트로트의 연인》 - 이유식 역
- 2014년 KBS2 《왕의 얼굴》 - 임영신 역
- 2015년 MBC 《밤을 걷는 선비》 - 갑재 역
- 2016년 MBC 《한 번 더 해피엔딩》
- 2016년 SBS 《나청렴의원 납치사건》 - 마켓행사 직원 역
- 2016년 MBC 《운빨로맨스》 - 이현빈 역
- 2016년 tvN 《싸우자 귀신아》 - 동아리연합 총무 역
- 2017년 MBC 《역적 : 백성을 훔친 도적》 - 특재 역
- 2017년 MBC 《투깝스》 - 도끼 역
- 2018년 JTBC 《미스티》 - 교도관 역
- 2018년 MBC 《배드파파》 - 박지훈 역
- 2019년 TV CHOSUN 《바벨》 ... 이형사 역
- 2020년 tvN 《철인왕후》 ... 도설리 역
- 2021년 SBS 《라켓소년단》 ... 야구부 코치 역

### 영화
- 2006년 《다세포 소녀》 - 일진 짱 역
- 2008년 《잘못된 만남》 - 피멍 역
- 2010년 《맞아죽은 개처럼 살아오다》 - 토니 역
- 2011년 《짐승》 - 정 실장 역
- 2012년 《차형사》 - 윤형사 역
- 2013년 《슈퍼맨 강보상》
- 2013년 《완전 소중한 사랑》 - 용수 역
- 2020년 《청춘빌라 살인사건》 - 동식 역